# Shi Zhecun
Pour les articles homonymes, voir Shi (homonymie).
Dans ce nom, le nom de famille, Shi, précède le nom personnel.
Shi Zhecun (chinois 施蛰存 ; pinyin Shī Zhécún), né en 1905, mort en 2003, est un écrivain chinois.
Shi Zhecun est principalement connu pour son activité littéraire dans les années 1930. Il est l'un des chefs de file de la modernité à Shanghai. Il introduit la psychanalyse dans ses nouvelles, faisant surgir la thématique sexuelle à l'aide de monologues intérieurs, dans le cadre de la vie urbaine. Il est le fondateur de la revue Xiandai (sous-titrée en français Les Contemporains, 1932-1935), qui accueille les textes des écrivains néosensationnistes et des traductions aussi bien d'auteurs modernes que des grands classiques.
Il devient par la suite universitaire et traducteur des écrivains d'Europe de l'Est. Son œuvre littéraire, longtemps occultée, est tirée de l'oubli depuis peu.

## Traductions
- « Kumarajiva » et « Sorcellerie », dans Le Fox-trot de Shanghai et autres nouvelles chinoises, trad. Isabelle Rabut et Angel Pino, Albin Michel, « Les grandes traductions », 1996, p. 215-280.

Le goût de la pluie: Nouvelles et prose de circonstance, trad. Marie Laureillard et Gilles Cabrero, Gallimard, « Bleu de Chine », 2011.